# Lifecasting

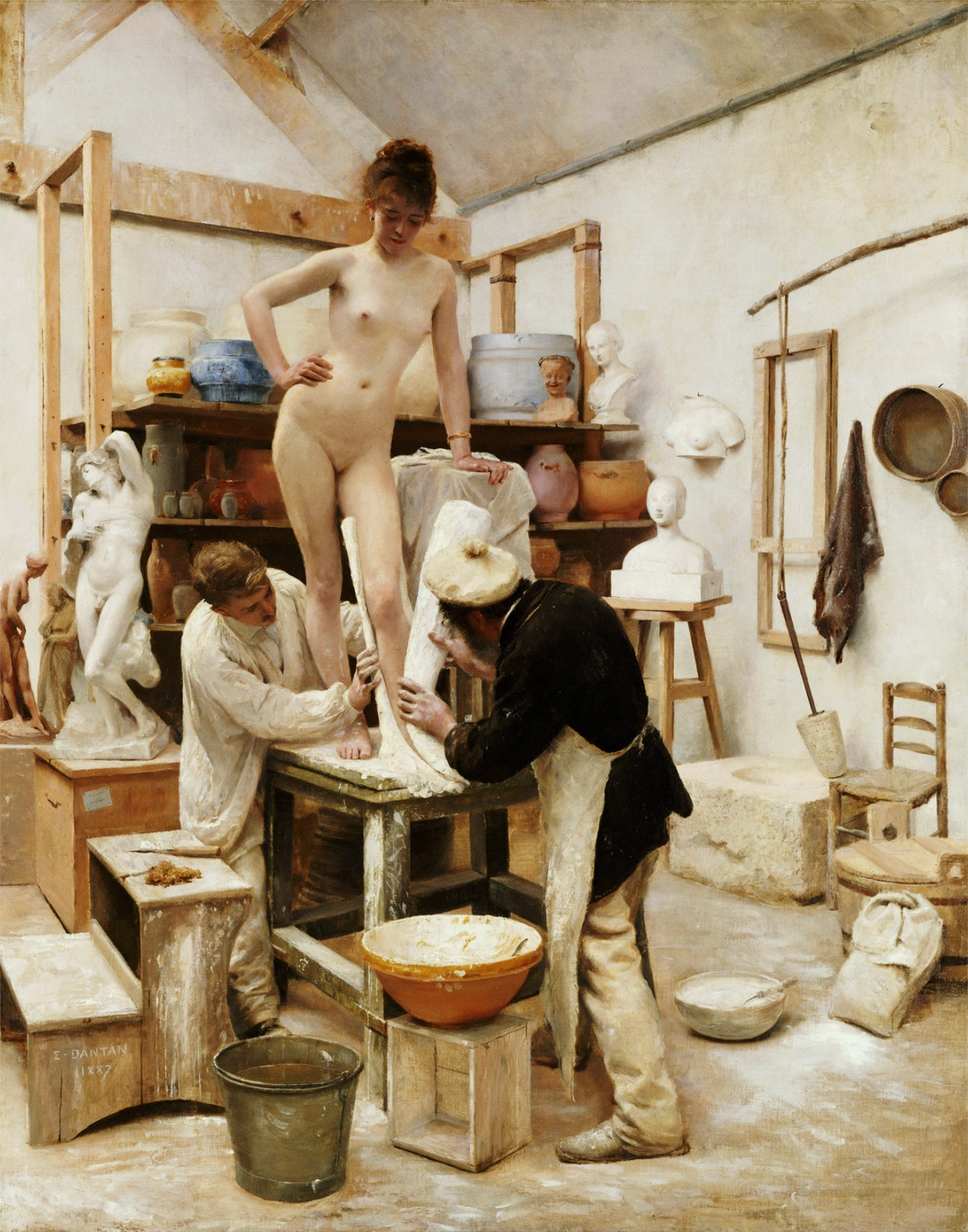
Lifecasting

Lifecasting este numele derivat din limba engleză a procesului de creare a unei copii tridimensionale a unui corp uman viu, folosind materiale și metode speciale de modelare și turnare. 
În cazuri rare lifecasting-ul este, de asemenea, folosit pentru animalele vii. Cel mai frecvent sunt realizate torsuri, mâini și fețe, pieptul de femei gravide, deși este posibil de a copia orice parte a corpului. Lifecasting-ul este de obicei limitat la o parte a corpului, dar în același timp, poate fi creată o copie a întregului corp. În comparație cu alte imagini tridimensionale de oameni, caracteristica lifecasting-ului este nivelul lor ridicat de detaliu și realism. Prin lifecasting pot copia detalii foarte mici, cum ar fi amprentele digitale și porii pielii.

## Proces
Tehnologia pentru a crea o copie tridimensională necesită următoarele etape:
1. Pregătirea modelului.
2. Menținerea modelului într-o anumită poză.
3. Aplicarea mulajului.
4. Întărirea mulajului.
5. Demularea.
6. Turnarea.
7. Demularea.

## Materiale de formare si turnare
În lifecasting pot fi folosite diferite materiale, frecvent alginat și silicon, mai rar ceară sau gelatină. Pentru a întări formele cele mai populare materiale sunt mulajele de ghips.
Materialele cel mai frecvent utilizate pentru injectare sunt ipsosul și cimentul, diferite argile, betonul, plasticul și metalul. Gheața, sticla și chiar ciocolata pot fi folosite pentru turnare.

## Cerere
Lifecasting permite crearea de copii exacte ale oricărei părți a corpului, obiectele astfel obținute putând avea o valoare artistică sau personală. Lifecasting practicat într-un mod industrial, pentru crearea de recuzită pentru filme și televiziune sau pentru uz medical în crearea și instalarea de membre artificiale.
Femeile gravide doresc adesea ca suvenir un mulaj al trunchiului și abdomenului lor din săptămânile a 35-a - a 38-a de sarcină pentru a-și aminti de formele lor din timpul sarcinii.
Masca mortuară, frecvent realizată în trecut, era creată printr-un proces similar, diferența principală fiind faptul că era creat un model al feței persoanei decedate.